# Cosminexus
Cosminexus（コズミネクサス）は、日立製作所が提供するアプリケーションサーバを構築・運用するためのミドルウェア製品。Java EE 7に対応したシステム構築が可能となっている。最新のバージョンは11.0である。

## 概要
J2EEに対応したアプリケーション実行環境を構築するためのApplicationServer、Windows上でアプリケーションの開発環境を構築するためのDeveloper、Cosminexusおよびその他ミドルウェアで開発したアプリケーションを統合してサービス提供を行うプラットフォーム環境を構築するためのService Platformなどの製品が提供されており、それぞれWindows、Linux、AIX、HP-UX各種環境で動作させることが可能となる。
Apache HTTP Server、Tomcatといったオープンソースソフトウェアを元に独自の修正・制限や機能拡張を行い提供している
また、これらの各種環境すべてに対して日立独自の拡張を施したJava仮想マシンを提供している。

## 歴史
1998年にCosminexusの前身として「日立アプリケーションサーバ」がリリース。EAIをサポートし、アプリケーション開発負荷の軽減などを目指した製品提供がなされた。2000年には製品の名称をCosminexusに変更したJRunをベースにVer3をリリース。これは日本で初めてJ2EEブランドを取得したアプリケーションサーバとして知られている。Ver5で独自のJava仮想マシンをサポート、Version9にてインメモリデータグリッドをサポートした。また2014年にVersion10をリリース。これは2014年時点でJava EE 7に準拠した世界で初めての商用製品である。(Java EE 7 Full Platform Compatible Implementations)
| バージョン       | リリース年 |
| ---------------- | ---------- |
| Cosminexusの前身 | 1997年     |
| Cosminexus V3    | 2000年     |
| Cosminexus V4    | 2001年     |
| Cosminexus V5    | 2002年     |
| Cosminexus V6    | 2004年     |
| Cosminexus V7    | 2005年     |
| Cosminexus V8    | 2009年     |
| Cosminexus V9    | 2012年     |
| Cosminexus V11   | 2020年     |

## 特徴
- 独自のメモリ管理でFullGCを抑止（8.0以降）[1]
- 独自に性能への影響を低減した上で、障害解析/性能解析を容易にするPRFトレース機能
- OLTP技術を利用した優先制御、流量制御、負荷分散
- 仮想化ソフトとの連携（8.5以降）

## 他製品との連携
Oracle、HiRDB、SQL Server、XDMなどの各種データベースソフトウェアとの連携が可能。またクラスタリングソフトウェアと連携して大規模で信頼度の高いアプリケーション環境を提供することもできる。